# 入侵馬丁尼克 (1674年)
入侵馬丁尼克發生於1674年7月19日至21日，是荷蘭共和國在法荷戰爭中嘗試從法國手中征服加勒比海海島馬丁尼克的一次入侵。儘管荷蘭在人員和船隻方面具有壓倒性優勢，但法軍還是意外取得決定性的勝利。